# Дунайский укреплённый район
81-й укреплённый район — Дунайский (ДунУР) — воинская часть в РККА Вооружённых Сил СССР до и во время Великой Отечественной войны.

## История
2 августа 1940 года провозглашена Молдавская Советская Социалистическая Республика. Северная Буковина, Хотинский, Аккерманский и Измаильский уезды Бессарабии вошли в состав Украинской ССР.
С 7 июля 1940 постоянно дислоцировались в Бессарабии 176-я стрелковая дивизия в районе Сороки, Флорешты, Бельцы, 15-я моторизованная дивизия в районе Бендеры, Тирасполь, 9-я кавалерийская дивизия в районе Леово, Комрат, 25-я стрелковая дивизия в районе Кагул, Болград, 51-я стрелковая дивизия в районе Килия, Старая Сарата, Аккерман и управления 14-го и 35-го стрелковых корпусов соответственно в Болграде и Кишинёве. (Основание: директивы наркома обороны № 0/1/104584 командующий Южным фронтом генерал армии Г. К. Жуков издал директивы № 050—052)
7 августа образована Аккерманская область УССР с центром в городе Аккерман.
7 декабря Указом Президиума Верховного совета СССР переименована в Измаи́льскую область, тем же указом областной центр был перенесён в г.Измаил. Занимала площадь 12,4 тыс. км².
На новой советско-румынской границе в Измаильской области УССР был заложен 81-й укреплённый район — Дунайский. Фортификационные работы проводились в рамках приказа наркома обороны Маршала Советского Союза С. К. Тимошенко от 26 июня.
В 1941 году проводилась рекогносцировка местности для сооружений Дунайского УРа вдоль реки Дунай, планировалось 11 узлов обороны.
Государственную границу в южной части Молдавии прикрывали полки 51-й стрелковой дивизии 14-го стрелкового корпуса Одесского военного округа.

## Командный состав на 22.06.1941
- Комендант: полковник Замерцев, Иван Терентьевич
- Заместитель коменданта по политической части: полковой комиссар Глотов, Яков Харлампиевич
- Начальник штаба: полковник Крылов, Николай Иванович